# 岡山県高等学校一覧
| 総数                               | 88校         |
| 国立                               | 1校          |
| 公立                               | 63校         |
| 私立                               | 24校         |
| 教育委員会所在地                   | 〒700-8570   |
| 岡山県岡山市北区内山下二丁目4番6号 |              |
| 公式サイト                         | 岡山県教育庁 |

岡山県高等学校一覧（おかやまけん こうとうがっこういちらん）は、岡山県の後期中等教育を行う学校（高等学校、中等教育学校、高等専門学校）一覧。
全日制課程の存在しない高等学校については、定時制は「○○高等学校｛定時制｝」通信制は「○○高等学校｛通信制｝」定時制・通信制共に存在する場合は、定時制表記で記載する。

## 国立学校

### 津山市
- 津山工業高等専門学校

## 公立学校

### 公立高等学校
岡山県内の公立高校のうち市立高校は基本的に定時制であるが、玉野市立玉野商工高等学校や 岡山市立岡山後楽館高等学校は例外的に全日制。

### 県立高等学校
一部の「学区をもつ普通科」以外の学科については全県学区となっている。現在、学区が備北学区となっている高等学校はない。

### 岡山学区
通学区域：岡山市北区・中区・東区（旧瀬戸町を除く）・南区・玉野市・加賀郡吉備中央町（旧加茂川町・旧賀陽町（町立吉備高原小学校の学区））

#### 岡山市
- 岡山県立岡山朝日高等学校
- 岡山県立岡山操山高等学校
- 岡山県立岡山芳泉高等学校
- 岡山県立岡山一宮高等学校
- 岡山県立西大寺高等学校

#### 玉野市
- 岡山県立玉野高等学校

### 倉敷学区
通学区域：倉敷市・総社市・浅口市（旧金光町）・都窪郡早島町

#### 倉敷市
- 岡山県立倉敷青陵高等学校
- 岡山県立倉敷天城高等学校
- 岡山県立倉敷南高等学校
- 岡山県立倉敷古城池高等学校
- 岡山県立玉島高等学校

#### 総社市
- 岡山県立総社高等学校

### 東備学区
通学区域：岡山市東区（旧瀬戸町）・備前市・瀬戸内市・赤磐市・和気郡和気町

#### 岡山市
- 岡山県立瀬戸高等学校

### 西備学区
通学区域：笠岡市・井原市・浅口市（旧金光町を除く）・浅口郡里庄町・小田郡矢掛町

#### 笠岡市
- 岡山県立笠岡高等学校

#### 井原市
- 岡山県立井原高等学校 （旧：井原・精研）

### 備北学区
通学区域：高梁市・新見市・真庭市（旧北房町）・加賀郡吉備中央町（旧賀陽町（町立吉備高原小学校の学区を除く））

### 美作学区
通学区域：津山市・真庭市（旧北房町を除く）・美作市・真庭郡新庄村・苫田郡鏡野町・勝田郡勝央町・奈義町・英田郡西粟倉村・久米郡久米南町・美咲町

#### 津山市
- 岡山県立津山高等学校

#### 真庭市
- 岡山県立勝山高等学校

### 全県学区

#### 岡山市
- 岡山県立岡山操山高等学校｛通信制｝
- 岡山県立岡山城東高等学校
- 岡山県立高松農業高等学校
- 岡山県立興陽高等学校
- 岡山県立瀬戸南高等学校
- 岡山県立岡山工業高等学校
- 岡山県立東岡山工業高等学校
- 岡山県立岡山東商業高等学校
- 岡山県立岡山南高等学校
- 岡山県立岡山御津高等学校 （旧：金川・福渡）
- 岡山県立烏城高等学校 {定時制}

#### 倉敷市
- 岡山県立倉敷中央高等学校
- 岡山県立倉敷鷲羽高等学校 （旧：児島・琴浦）
- 岡山県立倉敷工業高等学校
- 岡山県立水島工業高等学校
- 岡山県立倉敷商業高等学校
- 岡山県立玉島商業高等学校

#### 津山市
- 岡山県立津山東高等学校
- 岡山県立津山工業高等学校（旧：津山工業・弓削）
- 岡山県立津山商業高等学校

#### 玉野市
- 岡山県立玉野光南高等学校

#### 笠岡市
- 岡山県立笠岡工業高等学校
- 岡山県立笠岡商業高等学校

#### 井原市
- 岡山県立井原高等学校（旧：井原・精研）

#### 総社市
- 岡山県立総社南高等学校

#### 高梁市
- 岡山県立高梁高等学校 （旧：高梁・吉備北陵）
- 岡山県立高梁城南高等学校 （旧：高梁工業・成羽・川上農業）

#### 新見市
- 岡山県立新見高等学校 （旧：新見・新見北）

#### 瀬戸内市
- 岡山県立邑久高等学校

#### 備前市
- 岡山県立備前緑陽高等学校 （旧：備前・備前東）

#### 真庭市
- 岡山県立勝山高等学校蒜山校地（旧 : 蒜山）
- 岡山県立真庭高等学校（旧：落合・久世・至道）

#### 美作市
- 岡山県立林野高等学校（旧：林野・大原・江見商業）

#### 浅口市
- 岡山県立鴨方高等学校

#### 和気郡
- 岡山県立和気閑谷高等学校 （旧：和気閑谷・備作）

#### 小田郡
- 岡山県立矢掛高等学校（旧：矢掛・矢掛商業）

#### 勝田郡
- 岡山県立勝間田高等学校 （旧：勝間田・日本原）

### 市立高等学校

#### 岡山市
- 岡山市立岡山後楽館高等学校（旧：市立岡山商業・市立岡山工業）

#### 倉敷市
- 倉敷市立精思高等学校｛定時制｝（令和9年閉校予定、市立精思高校に統合）
- 倉敷市立精思高等学校霞丘校｛定時制｝（令和7年市立玉島高校を統合）
- 倉敷市立工業高等学校｛定時制｝
- 倉敷市立倉敷翔南高等学校｛定時制｝（旧：児島第一・南海・市立児島）
- 倉敷市立真備陵南高等学校｛定時制｝

#### 玉野市
- 玉野市立玉野商工高等学校 （旧：玉野商業）
- 玉野市立玉野備南高等学校｛定時制｝

#### 井原市
- 井原市立高等学校｛定時制｝

#### 高梁市
- 岡山県高梁市立宇治高等学校｛定時制｝
- 岡山県高梁市立松山高等学校｛定時制｝

#### 備前市
- 備前市立片上高等学校｛定時制｝

### 公立中等教育学校

#### 岡山市
- 岡山県立岡山大安寺中等教育学校（旧: 岡山大安寺）

## 私立学校

### 私立高等学校

#### 岡山市
- 関西高等学校
- 岡山高等学校
- 岡山商科大学附属高等学校
- 山陽学園高等学校 （旧：山陽女子）
- 就実高等学校
- 明誠学院高等学校
- 創志学園高等学校[3]
- 岡山理科大学附属高等学校
- 岡山学芸館高等学校

#### 倉敷市
- 清心女子高等学校
- 川崎医科大学附属高等学校
- 倉敷高等学校
- 倉敷翠松高等学校
- 作陽学園高等学校（旧：岡山県作陽、所在地：津山市から移転）

#### 浅口市
- 金光学園高等学校
- おかやま山陽高等学校

#### 笠岡市
- 岡山龍谷高等学校

#### 井原市
- 興譲館高等学校

#### 高梁市
- 方谷學舎高等学校（旧：岡山県高梁日新）

#### 津山市
- 岡山県美作高等学校

#### 新見市
- 岡山県共生高等学校

#### 赤磐市
- 岡山白陵高等学校

#### 加賀郡
- 吉備高原学園高等学校

### 私立中等教育学校

#### 岡山市
- 朝日塾中等教育学校（旧：朝日塾高等学校）